# 1984年ロサンゼルスオリンピックのフランス選手団
1984年ロサンゼルスオリンピックのフランス選手団（1984ねんロサンゼルスオリンピックのフランスせんしゅだん）は、1984年7月28日から8月12日にかけてアメリカ合衆国のロサンゼルスで開催された1984年ロサンゼルスオリンピックのフランス選手団、およびその競技結果。

## 概要
今大会は金メダル5個、銀メダル7個、銅メダル16個の合計28個のメダルを獲得した。

## メダル
| メダル | 選手名                   | 競技   | 種目                      |
| ------ | ------------------------ | ------ | ------------------------- |
| 金     | ピエール・キノン         | 陸上   | 男子棒高跳                |
| 銀     | ジョセフ・マームー       | 陸上   | 男子3000m障害             |
| 銀     | アンジェロ・パリジ       | 柔道   | 男子95kg超級              |
| 銀     | フレデリック・デルクール | 競泳   | 男子200m背泳ぎ            |
| 銅     | ティエリ・ビネロン       | 陸上   | 男子棒高跳                |
| 銅     | ミシェル・シャルドネ     | 陸上   | 女子100mハードル          |
| 銅     | カトリーヌ・ポアロ       | 競泳   | 女子100m平泳ぎ            |
| 銅     | マルク・アレクサンドル   | 柔道   | 男子65kg級                |
| 銅     | ミシェル・ノバック       | 柔道   | 男子78kg級                |
| 銅     | ファブリス・コラ         | 自転車 | 男子1000mタイムトライアル |